# Phelps megye (Missouri)
Phelps megye az Amerikai Egyesült Államokban, azon belül Missouri államban található. Megyeszékhelye és legnagyobb városa Rolla. Lakosainak száma 44 638 fő (2020. április 1.). Phelps megye Gasconade, Texas, Maries, Crawford, Dent és Pulaski megyékkel határos.

## Népesség
A megye népességének változása:
| Lakosok száma | 45 307 | 45 139 | 45 054 | 44 807 | 44 794 | 44 638 |
|               | 2010   | 2011   | 2012   | 2013   | 2015   | 2020   |